# Rhinocypha hageni
Rhinocypha hageni är en trollsländeart som beskrevs av Krüger 1898. Rhinocypha hageni ingår i släktet Rhinocypha och familjen Chlorocyphidae. IUCN kategoriserar arten globalt som starkt hotad. Inga underarter finns listade i Catalogue of Life.